# Upwey, Victoria
Upwey är en del av en befolkad plats i Australien. Den ligger i kommunen Yarra Ranges och delstaten Victoria, omkring 34 kilometer öster om delstatshuvudstaden Melbourne. Antalet invånare är 6 760.
Runt Upwey är det ganska tätbefolkat, med 222 invånare per kvadratkilometer.. Närmaste större samhälle är Ferntree Gully, nära Upwey.
I omgivningarna runt Upwey växer i huvudsak städsegrön lövskog. Genomsnittlig årsnederbörd är 1 244 millimeter. Den regnigaste månaden är juli, med i genomsnitt 140 mm nederbörd, och den torraste är januari, med 49 mm nederbörd.